# Venera 8
Venera 8 (ryska: Венера-8) var en sovjetisk rymdsond i Veneraprogrammet. Rymdsonden sköts upp den 17 mars 1972, med en Molnija-M raket. Farkosten nådde Venus yta den 22 juli 1972.
Landaren fortsatte att sända data i 50 minuter och 11 sekunder efter landningen.

### Fotnoter
1. ↑  ”NASA Space Science Data Coordinated Archive” (på engelska). NASA. https://nssdc.gsfc.nasa.gov/nmc/spacecraft/display.action?id=1972-021A. Läst 26 mars 2020.